# Арифхикмет Джемаили
Арифхикмет Джемаили (на македонска литературна норма: Арифхикмет Џемаили; на албански: Arifhikmet Xhemaili) е политик от Северна Македония от албански произход.

## Биография
Роден е на 17 ноември 1953 година в тетовското село Боговине. Членува в Демократическата партия на албанците. През 1972 година завършва музикалното училище в Призрен, а през 1981 година и музикалната академия в същия град. През 1999 година постъпва в Нов български университет в София и през 2001 година става магистър по хорово дирижиране. През 2006 година става заместник-ректор на Държавния университет в Тетово. От 2007 до 2008 година е министър на културата.